# 地蔵院 (栃木県益子町)
地蔵院（じぞういん）は、栃木県芳賀郡益子町にある真言宗智山派の寺院である。山号は大羽山。本尊は延命地蔵菩薩。

## 歴史
1194年（建久5年）宇都宮城主宇都宮朝綱が建立した阿弥陀堂に始まると伝えられる。尾羽寺と称し、宇都宮氏の菩提寺だったが、地蔵院と称し、現在の真言宗の寺院となった時期は不明である。

## 文化財

### 重要文化財
- 本堂 [1] - 室町時代後期（1542年）頃の建立。桁行五間、梁間四間、一重、入母屋造、とち葺形銅板葺。大正5年（1916年）05月24日指定。

### 栃木県指定有形文化財
- 絹本著色 両界曼荼羅図 二幅[2]

### 益子町指定有形文化財
- 観音堂[3]